# Юраш Андрій Васильович
Андрій Васильович Юраш (нар. 17 січня 1969, Шпола Черкаської області) — Надзвичайний і Повноважний Посол України у Ватикані (з 14 грудня 2021) та Надзвичайний і Повноважний Посол України при Суверенному військовому Ордені Госпітальєрів Святого Іоанна Єрусалимського, Родосу і Мальти за сумісництвом (з 27 вересня 2022).
Український релігієзнавець, політолог, експерт з питань державно-церковних взаємин, соціології та географії релігії, східної християнської традиції, державної етнополітики, прав національних меншин; доцент Львівського національного університету імені Івана Франка та Національного педагогічного університету імені Михайла Драгоманова, директор Департаменту у справах релігій та національностей Міністерства культури України (2014—2020 рр).

## Біографія
1986 року закінчив Шполянську середню школу № 1, отримавши «золоту медаль». Також закінчив Шполянську школу мистецтв за класом фортепіано.
Закінчив з відзнакою у 1992 році факультет журналістики Львівського національного університету імені Івана Франка.
1 грудня 1992 року зарахований на посаду викладача-стажиста кафедри теорії і практики журналістики.
З 1995 року — переведений на посаду асистента цієї ж кафедри.
З 1993 по 1996 виконував обов'язки заступника декана факультету журналістики з навчально-виховної роботи.
З 1 вересня 1999 року працює на кафедрі радіомовлення і телебачення.
1996 року він вступив до Національної спілки журналістів України.
Від 1997 року є членом Всеукраїнської асоціації релігієзнавців (від 2007 року — член правління), став одним із засновників Міжнародної Асоціації з Вивчення Релігії у Центральній та Східній Європі (ISORECEA).
У 2007 році був запрошений до членства у Міжнародній редакційній раді часопису «Релігія, держава і суспільство», що виходить у видавництві Routledge, Taylor & Francis Group (Оксфорд, Велика Британія).
Розпорядженням Глави Секретаріату Президента України від 9 березня 2006 року Андрій Юраш був призначений членом Робочої групи з питань свободи віросповідань при Президентові України.
Відповідним розпорядженням голови Львівської обласної державної адміністрації від 12 і 29 липня 2011 року він був визначений членом Громадської гуманітарної ради при обласній державній адміністрації.
Загалом Андрій Юраш взяв участь у більш як 50-ти міжнародних та 10-ти всеукраїнських конференціях та семінарах, які проходили в Україні, Грузії, Росії, Польщі, США, Хорватії, Чехії, Туреччині, Литві, Угорщині, Німеччині, Словаччині.

## Родина
Батько — Василь Устимович Юраш, живе разом з сім'єю сина.
Дружина, Діана Іванівна Юраш, кінопродюсерка, продюсерка та директор компанії DZIDZIOFILM, керівник Асоціації гравців у покер, член Української кіноакадемії.
Андрій Юраш має трьох синів.
Старший син, Святослав Юраш (нар. 1996), 2014 року очолював пресцентр Євромайдану. Кавалер ордену «За заслуги».
У серпні 2019 року став наймолодшим в історії Народним депутатом України.
Член партії «Слуга народу».
З дружиною Діаною виховують двох молодших синів — Максиміліана (2006) та Антонія-Франца (2010).

## Дипломатичний ранг
- Надзвичайний і Повноважний Посланник другого класу (2024)[16]

## Нагороди
- Орден За заслуги III ступеня (Україна, 9 листопада 2018) — за значний особистий внесок у розвиток національної культури і мистецтва, вагомі творчі здобутки та високу професійну майстерність[17]
- Великий хрест ордена Пія IX (Ватикан, вручення 3 квітня 2025)[18]